# マイクロニクス
マイクロニクス株式会社は、日本の高周波電子計測器・情報通信機器・環境関連機器のメーカーとして知られている。
本社は神奈川県相模原市。事業所は東京都八王子市に所在し、実質的な開発・製造・営業は八王子事業所で行われている。

## 概要
電子計測器では、ハンディ型スペクトラムアナライザ・ハンディ型シグナルアナライザが中心的商品。他に無瞬断タイプの高速可変アッテネータを開発している。
情報通信機器では、ETC車載器テスタ・DSRC車載器テスタ・ETC/DSRC試験システムなど、日本国内では95%以上のシェアをもっている。
環境関連機器では、EMC試験システムや電波暗箱・シールドボックスが主力商品。

## 主な製品
電子計測器
- スペクトラムアナライザ
- シグナルアナライザ（リアルタイムスペクトラムアナライザ）
- 信号発生器
- 可変アッテネータ

EMC用測定器
- EMI試験システム
- EMS試験システム
- ラインインピーダンス安定化回路網（LISN・擬似電源回路網）
- 磁界プローブ

無線用測定器
- 電波暗箱
- シールドボックス

ITS用測定器
- DSRC車載器テスタ
- ETC車載器テスタ
- DSRC通信ユニット
- ETC/ITSスポット電界強度測定システム
- DSRC路側システム
- ETC実車装着試験システム

## 沿革
- 1985年 - 創業。受託開発を始める
- 1986年 - 会社設立。業務拡張のため、八王子事業所を現在地に移転
- 1988年 - 受託開発した菊水電子工業株式会社のデジタルオシロスコープcom3000が、昭和63年度のグッドデザイン産業機器部門大賞を受賞
- 1992年 - 「平成3年度東京都中小企業新製品新技術開発助成金」にてパルス幅アナライザMC2500を開発、自社ブランド商品の第1号として発表
- 1993年 - 「平成4年度東京都中小企業新製品新技術開発助成金」にてピーク値アナライザMP1500を開発、自社ブランド第3号として発表
- 1999年 - 「超小型広帯域RFスペクトラムアナライザの開発」が中小企業総合事業団の「平成10年度課題対応技術研究調査事業」に決定
- 2000年 - 「超小型広帯域RFスペクトラムアナライザの開発」が中小企業総合事業団の「平成12年度課題対応技術研究開発事業」に決定
- 2000年 - ETCテスタME8800が「東京都ベンチャー技術大賞奨励賞」を受賞
- 2002年 - ETC車載器テスタの商業化により、中小企業研究センター賞・技術開発奨励賞を受賞
- 2002年 - ハンディ型3.3GHzスペクトラムアナライザMSA338がグッドデザイン賞受賞
- 2003年 - 東京商工会議所の第1回勇気ある経営大賞優秀賞を受賞
- 2007年 - 経済産業省中小企業庁の「元気なモノ作り中小企業300社」で多摩地区3社のうちの1社に選ばれる
- 2009年 - EMI試験システムMR2300が、東京都トライアル発注認定制度の認定商品に選ばれる
- 2014年 - ハンディ型リアルタイムスペクトラムアナライザMSA500シリーズが、東京都トライアル発注認定制度の認定商品に選ばれる
- 2019年 - 「平成25年度補正　中小企業・小規模事業者ものづくり・商業・サービス革新事業」にてベクトル標準信号発生器を開発、RF信号発生器MSG703として発表
- 2020年 - 東京都立産業技術研究センターとの共同研究（伝導性EMI簡易測定用アンテナの開発）の成果として、磁界プローブMMP500を発表